# Medalha de Bons Serviços Desportivos
O Medalha de Bons Serviços Desportivos é uma condecoração civil portuguesa que se destina a galardoar indivíduos, organismos ou instituições, nacionais ou estrangeiros, pelos serviços prestados em favor do desporto nacional, nomeadamente dirigentes e praticantes desportivos nacionais pelo valor da sua atuação em funções de direção ou na prática de atividades desportivas.
A Medalha foi criada em 1983, tendo sido reformulada em 1986. É outorgada pelo Governo de Portugal.

## Galardoados
- Corpo Nacional de Escutas, organização escutista
- Almada Atlético Clube (2000)[4]
- Sporting Clube Caminhense (2002)[5]
- Sport Clube Beira-Mar (2002)[6]
- José Soares Santa (2003).[7]
- Eléctrico Futebol Clube (2004)[8]
- Clube Desportivo Amiense (2004)[9]
- Sporting Clube Ferreirense (2005)[10]
- Grupo União Sport de Montemor-o-Novo (2014)[11]